# Avaray
Avaray est une commune française, située dans le département de Loir-et-Cher en région Centre-Val de Loire.
Localisée au centre-nord du département, la commune fait partie de la petite région agricole « les Vallée et Coteaux de la Loire », grand ruban plus ou moins large où dominent la culture de la vigne et les productions maraîchères. Elle est drainée par la Loire, qui en constitue sa limite sud, le Lien, le Pisse Vache et par divers petits cours d'eau.
L'occupation des sols est marquée par l'importance des espaces agricoles et naturels qui occupent la quasi-totalité du territoire communal. Plusieurs espaces naturels d'intérêt sont présents dans la commune : deux sites natura 2000 et trois zones naturelles d'intérêt écologique, faunistique et floristique (ZNIEFF).  En 2010, l'orientation technico-économique de l'agriculture dans la commune est la culture des céréales et des oléoprotéagineux. À l'instar du département qui a vu disparaître le quart de ses exploitations en dix ans, le nombre d'exploitations agricoles a fortement diminué, passant de 16 en 1988, à 9 en 2000, puis à 7 en 2010.
Le patrimoine architectural de la commune comprend un bâtiment porté à l'inventaire des monuments historiques : le château d'Avaray.

## Géographie

### Localisation et communes limitrophes
La commune d'Avaray se trouve au centre-nord du département de Loir-et-Cher, dans la petite région agricole des Vallée et Coteaux de la Loire,. À vol d'oiseau, elle se situe à 23,2 km  de Blois, préfecture du département et à 21,1 km de Beauce la Romaine, chef-lieu du canton de la Beauce dont dépend la commune depuis 2015. La commune fait en outre partie du bassin de vie de Mer.
Les communes les plus proches sont : Courbouzon (1,7 km) , Lestiou (2,3 km) , Saint-Laurent-Nouan (3,6 km) , Mer (4,9 km) , Tavers (5,4 km) (45), Séris (6,1 km) , Muides-sur-Loire (6,8 km) , Beaugency (7,9 km) (45) et Crouy-sur-Cosson (8,7 km).
| Séris      |                              | Lestiou |
| Mer        | Avarey                       | Tavers  |
| Courbouzon | La Loire Saint-Laurent-Nouan |         |

### Paysages et relief
Dans le cadre de la Convention européenne du paysage, adoptée le 20 octobre 2000 et entrée en vigueur en France le 1er juillet 2006, un atlas des paysages de Loir-et-Cher a été élaboré en 2010 par le CAUE de Loir-et-Cher, en collaboration avec la DIREN Centre (devenue DREAL en 2011), partenaire financier. Les paysages du département s'organisent ainsi en huit grands ensembles et 25 unités de paysage,. La commune fait partie de l'unité de paysage de « la Loire à Saint-Laurent-Nouan », dans l'ensemble « la vallée de la Loire ».
La Loire possède un cours relativement régulier. Seul un méandre est fortement marqué entre Saint-Laurent-Nouan et Avaray, appelé par les mariniers « la Grande Jeanne ». Une légère terrasse alluviale en amont du département maintient la Loire à distance du coteau dont elle se rapproche au Tertre d'Avaray pour ensuite faire un coude et rejoindre l'autre coteau à Saint-Andrault (Saint-Laurent-Nouan). La vallée atteint ici plus de 2,5 kilomètres de large. Son coteau sud, peu marqué et subtil, est bordé par la zone humide de l'Ardoux, qui vient de Sologne.
L'altitude du territoire communal varie de 75 mètres à 118 mètres,.

### Hydrographie

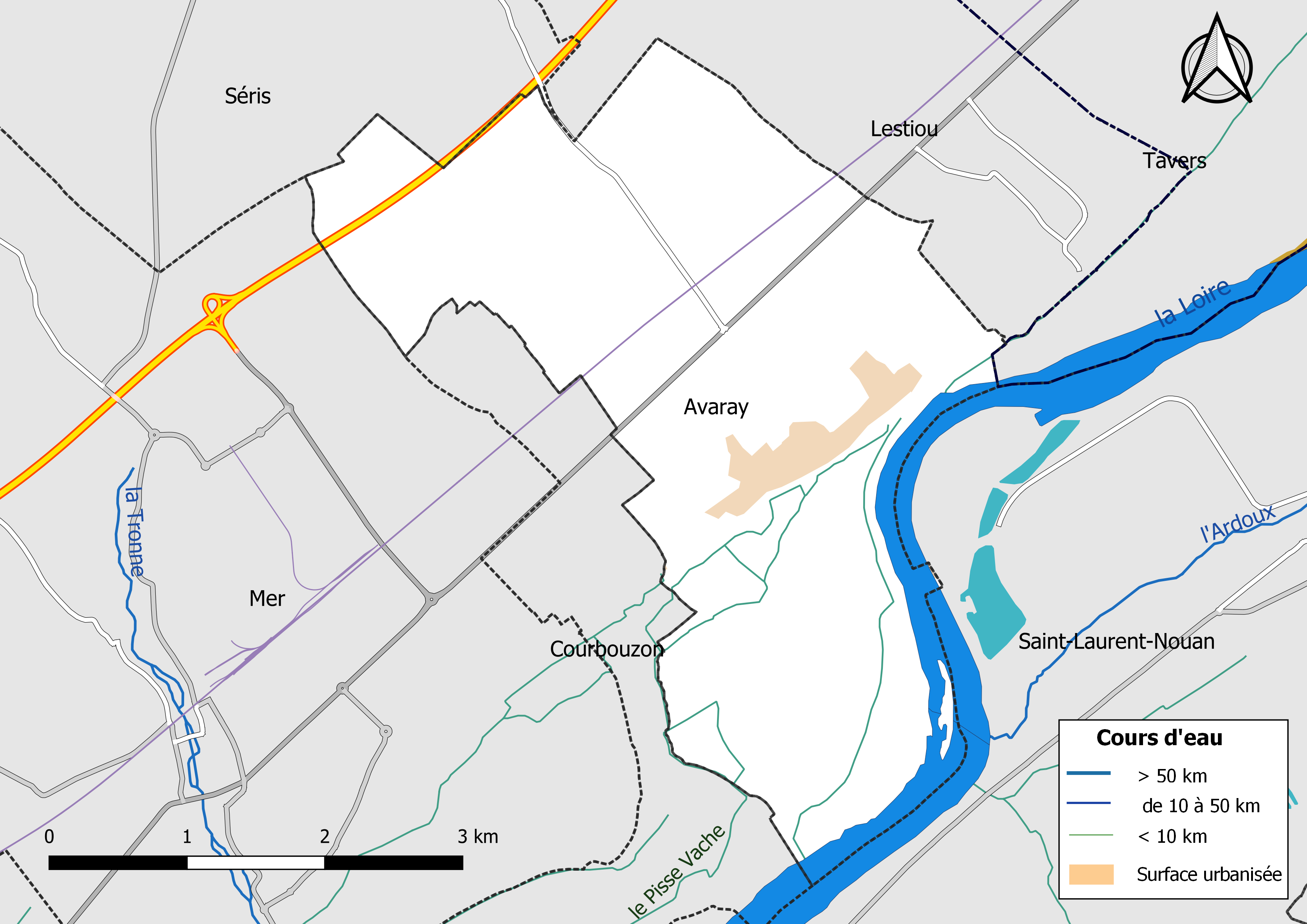
Réseau hydrographique d'Avaray.

La commune est drainée par la Loire (2,758 km), qui en constitue sa limite sud, le Lien, le Pisse Vache et par divers petits cours d'eau, constituant un réseau hydrographique de 14,15 km de longueur totale.
Le cours de la Loire s'insère dans une large vallée qu'elle a façonnée peu à peu depuis des milliers d'années. Elle traverse d'est en ouest le département de Loir-et-Cher depuis Saint-Laurent-Nouan jusqu'à Veuzain-sur-Loire, avec un cours large et lent. La Loire présente des fluctuations saisonnières de débit assez marquées. Le méandre situé entre Avaray et Saint-Laurent-Nouan était autrefois appelé par les mariniers le "coude de la Grande Jeanne". L'endroit était redouté car, faute de vent favorable, les bateaux étaient régulièrement contraints d'attendre pour poursuivre leur voyage. Cette situation a incité les ingénieurs à proposer d'aménager le lit de la rivière du Lien pour servir d'abri aux bateaux. Un bac reliant Avaray et Saint-Laurent-des-Eaux existait depuis la fin du XVIIIe siècle et a perduré jusqu'au début du XXe siècle. En 1816, le bac dispose d'un bateau de 10,40 m sur 1,70 m garni de son gouvernail, de deux bâtons ferrés et d'une pelle à jeter l'eau. L'abordage du bac s'effectuait au Port au Vin.

### Climat
Pour des articles plus généraux, voir Climat du Centre-Val de Loire et Climat de Loir-et-Cher.
En 2010, le climat de la commune est de type climat océanique dégradé des plaines du Centre et du Nord, selon une étude du CNRS s'appuyant sur une série de données couvrant la période 1971-2000. En 2020, Météo-France publie une typologie des climats de la France métropolitaine dans laquelle la commune est exposée à un climat océanique altéré et est dans la région climatique Moyenne vallée de la Loire, caractérisée par une bonne insolation (1 850 h/an) et un été peu pluvieux.
Pour la période 1971-2000, la température annuelle moyenne est de 11,2 °C, avec une amplitude thermique annuelle de 14,9 °C. Le cumul annuel moyen de précipitations est de 655 mm, avec 11,2 jours de précipitations en janvier et 6,9 jours en juillet. Pour la période 1991-2020, la température moyenne annuelle observée sur la station météorologique de Météo-France la plus proche, dans la commune de Ligny-le-Ribault à 17 km à vol d'oiseau, est de 11,6 °C et le cumul annuel moyen de précipitations est de 741,2 mm,. Pour l'avenir, les paramètres climatiques de la commune estimés pour 2050 selon différents scénarios d'émission de gaz à effet de serre sont consultables sur un site dédié publié par Météo-France en novembre 2022.

### Milieux naturels et biodiversité

#### Sites Natura 2000
Le réseau Natura 2000 est un réseau écologique européen de sites naturels d'intérêt écologique élaboré à partir des Directives «Habitats » et «Oiseaux ». Ce réseau est constitué de Zones spéciales de conservation (ZSC) et de Zones de protection spéciale (ZPS). Dans les zones de ce réseau, les États membres s'engagent à maintenir dans un état de conservation favorable les types d'habitats et d'espèces concernés, par le biais de mesures réglementaires, administratives ou contractuelles. L'objectif est de promouvoir une gestion adaptée des habitats tout en tenant compte des exigences économiques, sociales et culturelles, ainsi que des particularités régionales et locales de chaque État membre. Les activités humaines ne sont pas interdites, dès lors que celles-ci ne remettent pas en cause significativement l'état de conservation favorable des habitats et des espèces concernés. Une partie du territoire communal est incluse dans le site Natura 2000 suivant : 
- une ZSC : la « Vallée de la Loire de Mosnes à Tavers », d'une superficie de 2 278 ha, un des sites ligériens les plus remarquables par son originalité, avec des milieux naturels incontournables tels que les habitats d'eaux courantes et stagnantes accueillant de nombreux poissons et autres animaux de l'Annexe II (Castor), les pelouses et prairies de grèves et zones inondables et les forêts alluviales[24] ;
- une ZPS : la « Vallée de la Loire du Loir-et-Cher », d'une superficie de 2 398 ha[25].

#### Zones nationales d'intérêt écologique, faunistique et floristique
L'inventaire des zones naturelles d'intérêt écologique, faunistique et floristique (ZNIEFF) a pour objectif de réaliser une couverture des zones les plus intéressantes sur le plan écologique, essentiellement dans la perspective d'améliorer la connaissance du patrimoine naturel national et de fournir aux différents décideurs un outil d'aide à la prise en compte de l'environnement dans l'aménagement du territoire. Le territoire communal d'Avaray comprend trois ZNIEFF : 
- la « Loire Orléanaise » (5 458,41 ha)[27] ;
- la « Loire Blésoise » (2 380,68 ha)[28] ;
- les « Pelouses alluviales de l'Herbage » (10 ha)[29].

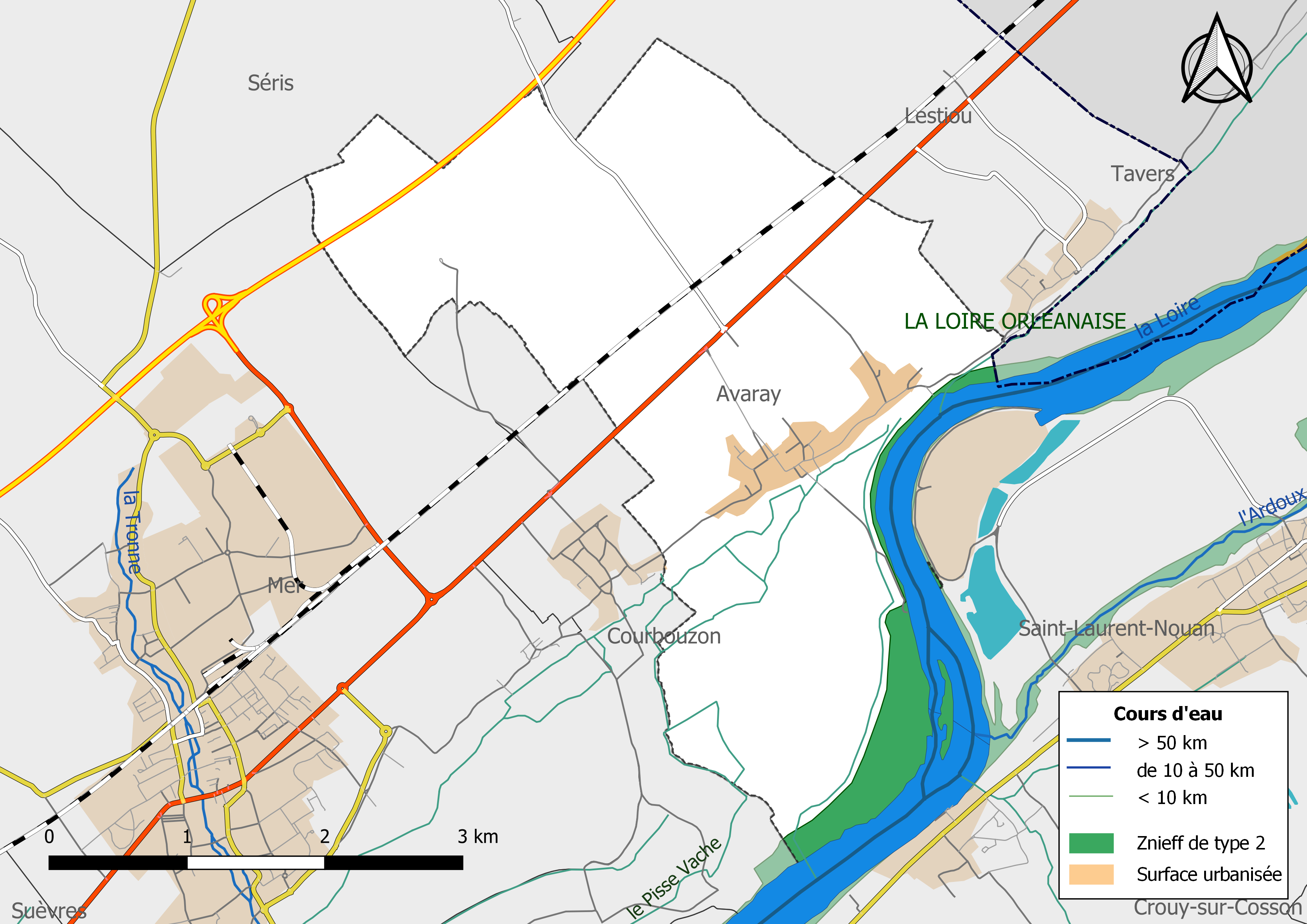
Carte des ZNIEFF de type 2 localisées dans la commune.
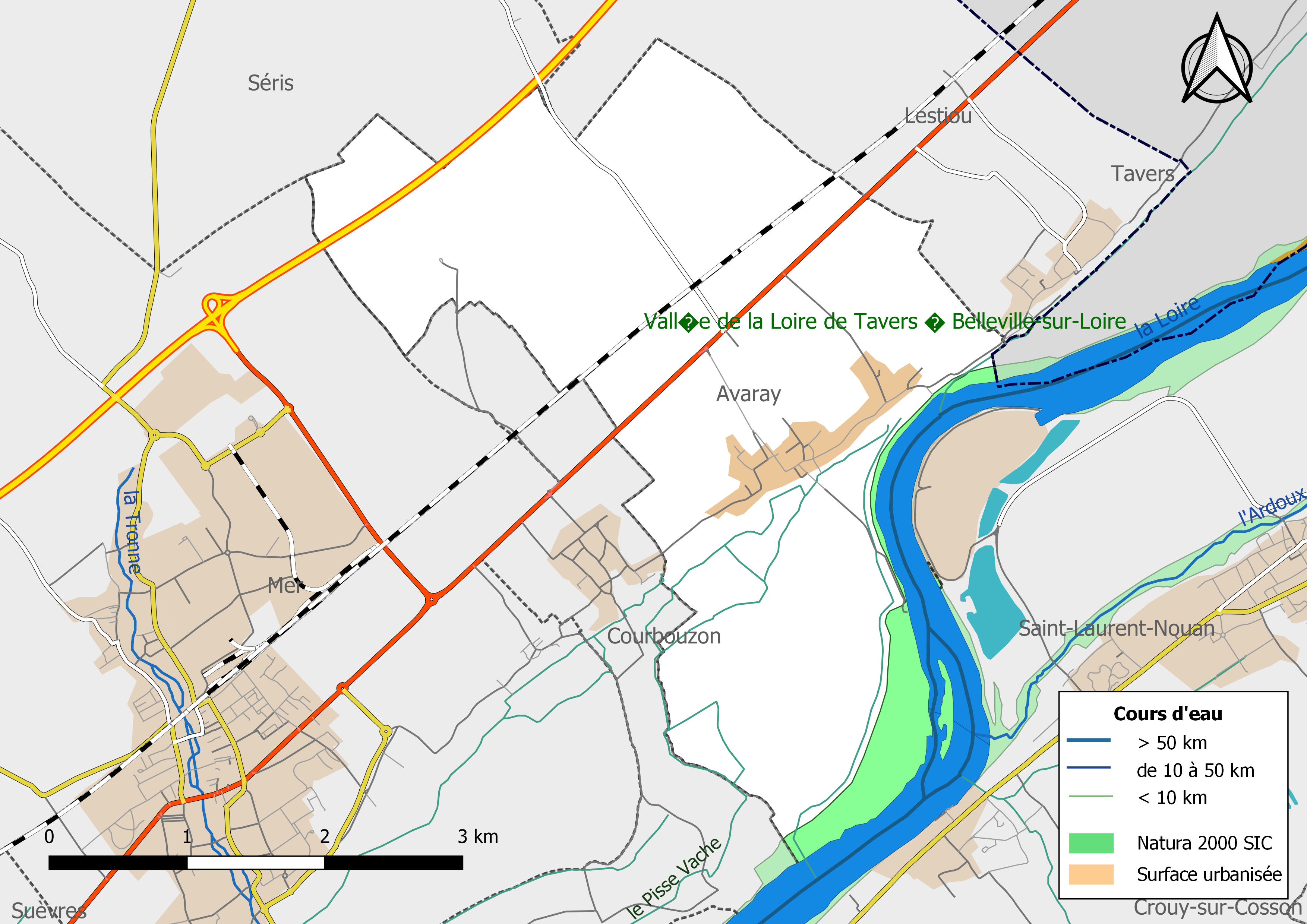
Localisation de la « Vallée de la Loire de Mosnes à Tavers », zone Natura 2000 de type ZSC.
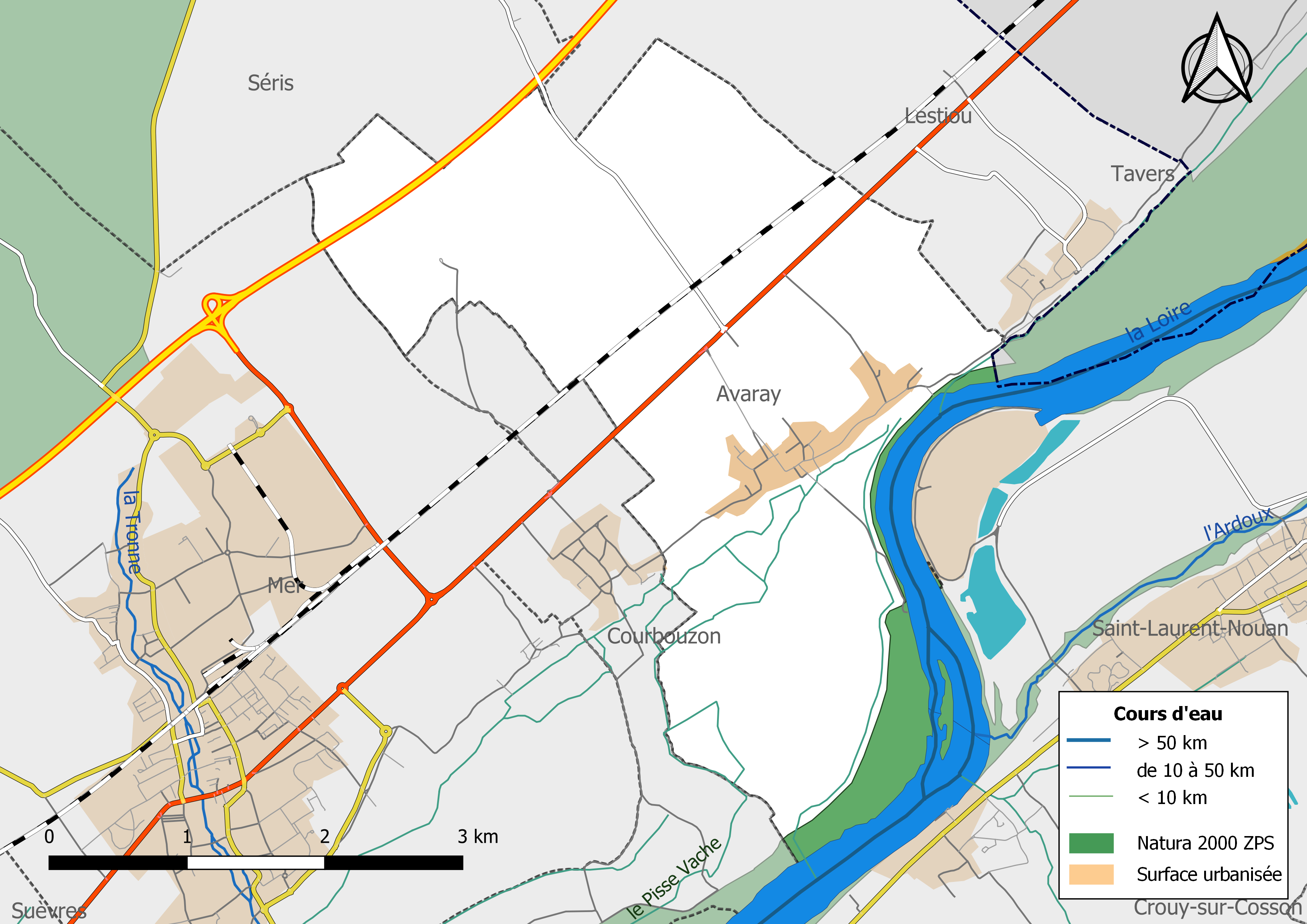
Carte des zones Natura 2000 localisées dans la commune.

## Urbanisme

### Typologie
Au 1er janvier 2024, Avaray est catégorisée commune rurale à habitat dispersé, selon la nouvelle grille communale de densité à sept niveaux définie par l'Insee en 2022.
Elle est située hors unité urbaine et hors attraction des villes,.

### Occupation des sols
L'occupation des sols est marquée par l'importance des espaces agricoles et naturels (96,6 %). La répartition détaillée ressortant en 2012 de la base de données européenne d'occupation biophysique des sols Corine Land Cover est la suivante : 
terres arables (70,7 %), 
zones agricoles hétérogènes (10,8 %), 

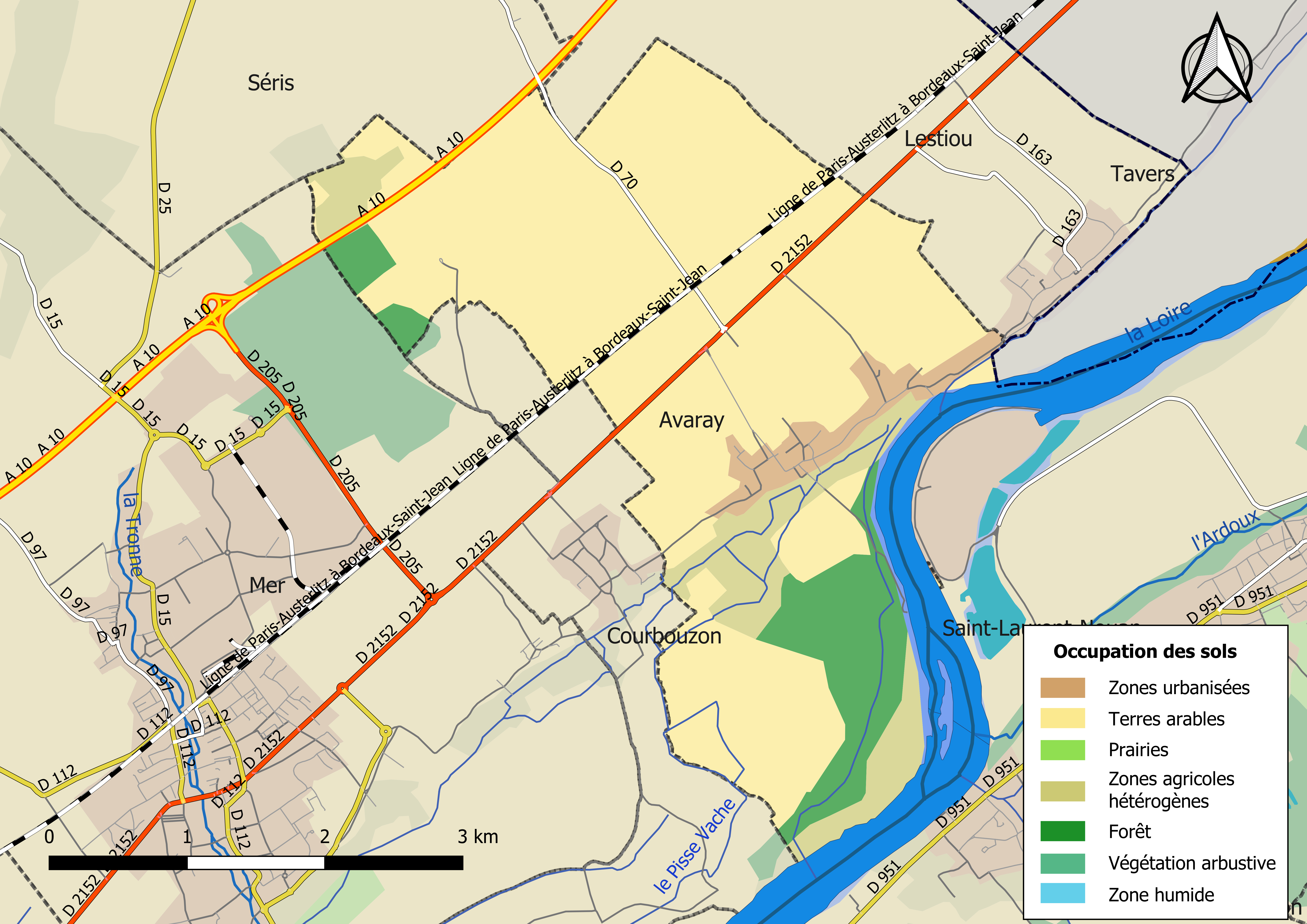
Carte des infrastructures et de l'occupation des sols de la commune en 2018 (CLC).

forêts (10 %), 
zones urbanisées (3,4 %), 
eaux continentales (5 %).

### Planification
En matière de planification, la commune disposait en 2017 d'une carte communale approuvée.

### Habitat et logement
Le tableau ci-dessous présente la typologie des logements à Avaray en 2016 en comparaison avec celle du Loir-et-Cher et de la France entière. Une caractéristique marquante du parc de logements est ainsi une proportion de résidences secondaires et logements occasionnels (14,3 %) inférieure à celle du département (18 %) mais supérieure à celle de la France entière (9,6 %). Concernant le statut d'occupation de ces logements, 79,9 % des habitants de la commune sont propriétaires de leur logement (81,3 % en 2011), contre 68,1 % pour le Loir-et-Cher et 57,6 pour la France entière.
|                                                         | Avaray | Loir-et-Cher | France entière |
| ------------------------------------------------------- | ------ | ------------ | -------------- |
| Résidences principales (en %)                           | 76,1   | 74,5         | 82,3           |
| Résidences secondaires et logements occasionnels (en %) | 14,3   | 18           | 9,6            |
| Logements vacants (en %)                                | 9,6    | 7,5          | 8,1            |

### Risques majeurs
Le territoire communal d'Avaray est vulnérable à différents aléas naturels : inondations (par débordement de la Loire ou par ruissellement), climatiques (hiver exceptionnel ou canicule), mouvements de terrains ou sismique (sismicité très faible). 
Il est également exposé à deux risques technologiques : le risque nucléaire et  le transport de matières dangereuses,.

#### Risques naturels

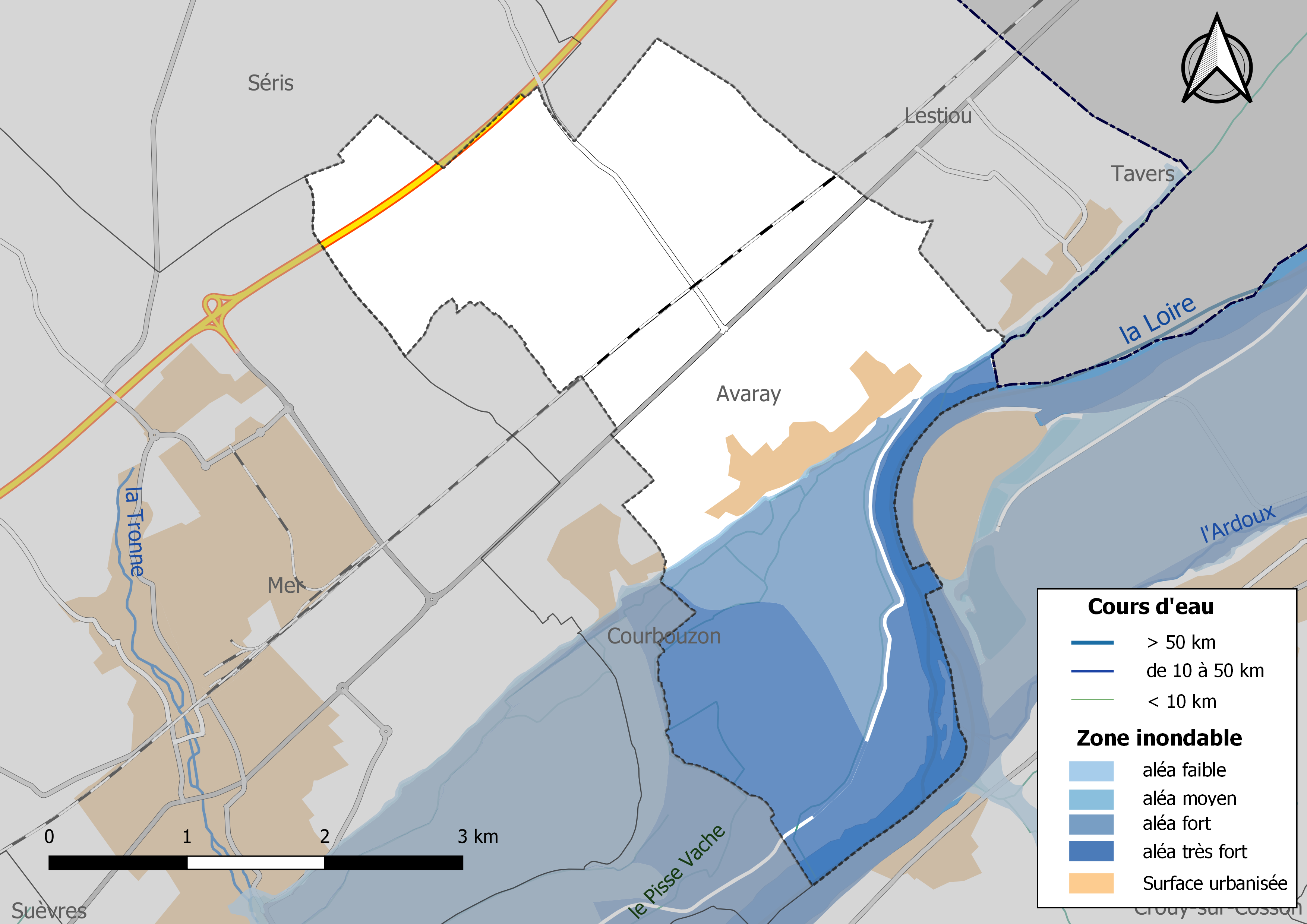
Zones inondables de la commune d'Avaray.

Les mouvements de terrains susceptibles de se produire dans la commune sont liés au retrait-gonflement des argiles. Le phénomène de retrait-gonflement des argiles est la conséquence d'un changement d'humidité des sols argileux. Les argiles sont capables de fixer l'eau disponible mais aussi de la perdre en se rétractant en cas de sécheresse. Ce phénomène peut provoquer des dégâts très importants sur les constructions (fissures, déformations des ouvertures) pouvant rendre inhabitables certains locaux. La carte de zonage de cet aléa peut être consultée sur le site de l'observatoire national des risques naturels Georisques.
En Loir-et-Cher, les crues de la Loire représentent des volumes d'eau et des débits quatre à cinq fois supérieurs à ceux du Cher et du Loir : la superficie des zones et l'ampleur des dégâts peuvent être considérables. Les crues historiques sont celles de 1846 (6,60 m à l'échelle de Blois), 1856 (6,78 m), 1866 (6,70 m), 1907 (5,63 m) et 2003 (3,78 m). Le débit maximal historique est de 5 100 m3/s (crue de 1846) et caractérise une crue de retour centennal . Un déversoir a été construit sur la commune. Cet ouvrage permet de dévier une partie des eaux d'écoulement en Loire lorsque le niveau de celle-ci passe au-dessus d'un certain seuil. Le risque d'inondation est pris en compte dans l'aménagement du territoire de la commune par le biais du Plan de prévention du risque inondation (PPRI) de la Loire amont.

#### Risques technologiques
La totalité du territoire de la commune peut être concernée par le risque nucléaire. En cas d'accident grave, certaines installations nucléaires sont susceptibles de rejeter dans l'atmosphère de l'iode radioactif. Or la commune se situe entièrement à l'intérieur du périmètre de 20 km du Plan particulier d'intervention de la centrale nucléaire de Saint-Laurent-des-Eaux. À ce titre les habitants de la commune, comme tous ceux résidant dans le périmètre proche de 20 km de la centrale ont bénéficié, à titre préventif, d'une distribution de comprimés d'iode stable dont l'ingestion avant rejet radioactif permet de pallier les effets sur la thyroïde d'une exposition à de l'iode radioactif. En cas d'incident ou d'accident nucléaire, des consignes de confinement ou d'évacuation peuvent être données et les habitants peuvent être amenés à ingérer, sur ordre du préfet, les comprimés en leur possession,.
Le risque de transport de marchandises dangereuses dans la commune est lié à sa traversée par des infrastructures routières et ferroviaires importantes et la présence d'une canalisation de transport de gaz. Un accident se produisant sur de telles infrastructures est en effet susceptible d'avoir des effets graves au bâti ou aux personnes jusqu'à 350 m, selon la nature du matériau transporté. Des dispositions d'urbanisme peuvent être préconisées en conséquence.

## Toponymie
Selon Denis Jeanson, auteur d'un dictionnaire de toponymie de la région Centre-Val de Loire, Angé viendrait du bas latin Avaracus. Il s'agirait d'un gentilice Avarus, formé à partir du surnom avarus = avide, et suffixe acus. La forme avazacus s'explique par sigmatisme. La graphie moderne apparaît pour la première fois en 1740.

## Histoire

### Révolution française et Empire

#### Nouvelle organisation territoriale
Le décret de l'Assemblée nationale du 12 novembre 1789 décrète qu'« il y aura une municipalité dans chaque ville, bourg, paroisse ou communauté de campagne », mais ce n'est qu'avec le décret de la Convention nationale du 10 brumaire an II (31 octobre 1793) que la paroisse d'Avaray devient formellement « commune d'Avaray »,.
En 1790, dans le cadre de la création des départements, la municipalité est rattachée au canton de Avaray et au district de Mer. Les cantons sont supprimés, en tant que découpage administratif, par une loi du 26 juin 1793, et ne conservent qu'un rôle électoral, permettant l'élection des électeurs du second degré chargés de désigner les députés,. La Constitution du 5 fructidor an III, appliquée à partir de vendémiaire an IV (1795) supprime les districts, considérés comme des rouages administratifs liés à la Terreur, mais maintient les cantons qui acquièrent dès lors plus d'importance en retrouvant une fonction administrative. Enfin, sous le Consulat, un redécoupage territorial visant à réduire le nombre de justices de paix ramène le nombre de cantons en Loir-et-Cher de 33 à 24. Avaray est alors rattachée au canton de Marchenoir et à l'Arrondissement de Blois par arrêté du 5 vendémiaire an X (26 septembre 1801),,. Cette organisation va rester inchangée pendant près de 150 ans.

## Politique et administration

### Découpage territorial

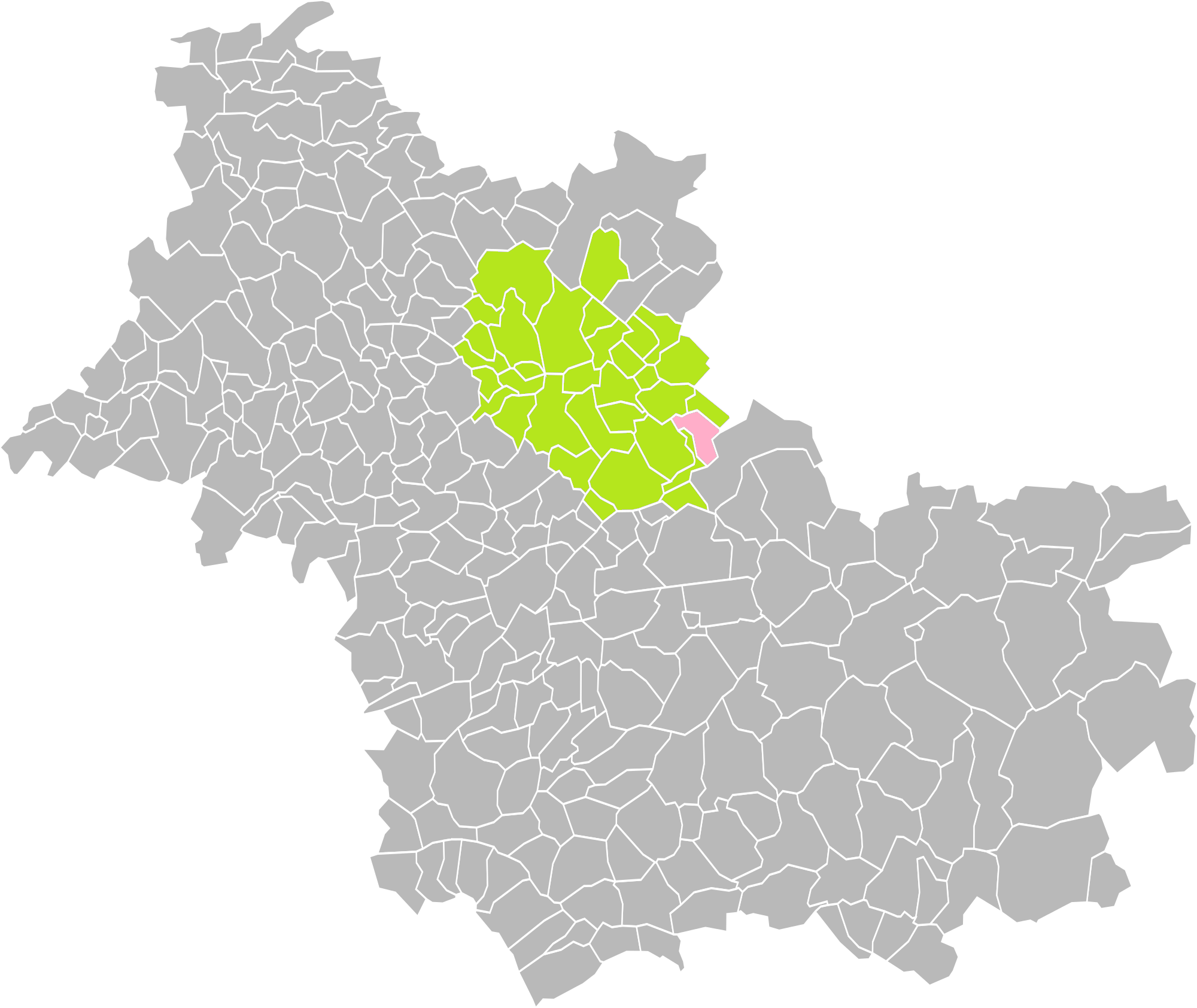
Avaray dans l'intercommunalité en 2016.

La commune d'Avaray est membre de la communauté de communes Beauce Val de Loire, un établissement public de coopération intercommunale (EPCI) à fiscalité propre créé le 1er janvier 2016.
Elle est rattachée sur le plan administratif à l'arrondissement de Blois, au département de Loir-et-Cher et à la région Centre-Val de Loire, en tant que circonscriptions administratives. Sur le plan électoral, elle est rattachée au canton de la Beauce depuis 2015 pour l'élection des conseillers départementaux et à la Troisième circonscription de Loir-et-Cher pour les élections législatives.

### Politique et administration municipale

#### Conseil municipal et maire
Le conseil municipal d'Avaray, commune de moins de 1 000 habitants, est élu au scrutin majoritaire plurinominal avec liste ouvertes et panachage. Le maire, à la fois agent de l'État et exécutif de la commune en tant que collectivité territoriale, est élu par le conseil municipal au scrutin secret lors de la première réunion du conseil suivant les élections municipales, pour un mandat de six ans, c'est-à-dire pour la durée du mandat du conseil.
| Période                                  | Période  | Identité               | Étiquette | Qualité                          |
| ---------------------------------------- | -------- | ---------------------- | --------- | -------------------------------- |
| mars 2014                                | mai 2020 | Jean-François Mezille  |           | Retraité de la fonction publique |
| mai 2020                                 | En cours | Jean-François Mézille, |           | Ancien employé                   |
| Les données manquantes sont à compléter. |          |                        |           |                                  |

## Équipements et services

### Eau et assainissement
L'organisation de la distribution de l'eau potable, de la collecte et du traitement des eaux usées et pluviales relève des communes. La compétence eau et assainissement des communes est un service public industriel et commercial (SPIC).

#### Alimentation en eau potable
Le service d'eau potable comporte trois grandes étapes : le captage, la potabilisation et la distribution d'une eau potable conforme aux normes de qualité fixées pour protéger la santé humaine. En 2019, la commune est membre du syndicat intercommunal d'adduction d'eau potable et d'assainissement Collectif Val d'Eau qui assure le service en régie.

#### Assainissement des eaux usées
En 2019, la gestion du service d'assainissement collectif de la commune d'Avaray est assurée par le syndicat intercommunal d'adduction d'eau potable et d'assainissement collectif Val d'Eau qui a le statut de régie à autonomie financière.
Une station de traitement des eaux usées est en service au 1er janvier 2019 sur le territoire communal : 
« CD 7 », un équipement utilisant la technique de l'aération par boues activées, avec prétraitement, dont la capacité est de 400 EH , mis en service le 1er septembre 1974.
L'assainissement non collectif (ANC) désigne les installations individuelles de traitement des eaux domestiques qui ne sont pas desservies par un réseau public de collecte des eaux usées et qui doivent en conséquence traiter elles-mêmes leurs eaux usées avant de les rejeter dans le milieu naturel. La communauté de communes Beauce Val de Loire assure pour le compte de la commune le service public d'assainissement non collectif (SPANC), qui a pour mission de vérifier la bonne exécution des travaux de réalisation et de réhabilitation, ainsi que le bon fonctionnement et l'entretien des installations.

### Sécurité, justice et secours
La sécurité de la commune est assurée par la brigade de gendarmerie nationale de Mer qui dépend du groupement de gendarmerie départementale de Loir-et-Cher installé à Blois.
En matière de justice, Avaray relève du conseil de prud'hommes de Blois, de la Cour d'appel d'Orléans (juridiction de Blois), de la Cour d'assises de Loir-et-Cher, du tribunal administratif de Blois, du tribunal de commerce de Blois et du tribunal judiciaire de Blois.

## Population et société

### Démographie

#### Évolution démographique
L'évolution du nombre d'habitants est connue à travers les recensements de la population effectués dans la commune depuis 1793. Pour les communes de moins de 10 000 habitants, une enquête de recensement portant sur toute la population est réalisée tous les cinq ans, les populations de référence des années intermédiaires étant quant à elles estimées par interpolation ou extrapolation. Pour la commune, le premier recensement exhaustif entrant dans le cadre du nouveau dispositif a été réalisé en 2006.

En 2022, la commune comptait 680 habitants, en évolution de −7,61 % par rapport à 2016 (Loir-et-Cher : −1,15 %, France hors Mayotte : +2,11 %).
| 1793 | 1800 | 1806 | 1821 | 1831 | 1836 | 1841 | 1846 | 1851 |
| ---- | ---- | ---- | ---- | ---- | ---- | ---- | ---- | ---- |
| 709  | 760  | 748  | 836  | 865  | 922  | 917  | 942  | 965  |

| 1856 | 1861 | 1866 | 1872 | 1876 | 1881 | 1886 | 1891 | 1896 |
| ---- | ---- | ---- | ---- | ---- | ---- | ---- | ---- | ---- |
| 892  | 851  | 903  | 863  | 823  | 813  | 807  | 706  | 659  |

| 1901 | 1906 | 1911 | 1921 | 1926 | 1931 | 1936 | 1946 | 1954 |
| ---- | ---- | ---- | ---- | ---- | ---- | ---- | ---- | ---- |
| 622  | 606  | 579  | 509  | 458  | 480  | 423  | 385  | 394  |

| 1962 | 1968 | 1975 | 1982 | 1990 | 1999 | 2006 | 2011 | 2016 |
| ---- | ---- | ---- | ---- | ---- | ---- | ---- | ---- | ---- |
| 397  | 491  | 466  | 481  | 514  | 577  | 708  | 716  | 736  |

| 2021 | 2022 | - | - | - | - | - | - | - |
| ---- | ---- | - | - | - | - | - | - | - |
| 699  | 680  | - | - | - | - | - | - | - |

#### Pyramide des âges
La population de la commune est relativement jeune.
En 2018, le taux de personnes d'un âge inférieur à 30 ans s'élève à 36,9 %, soit au-dessus de la moyenne départementale (31,3 %). À l'inverse, le taux de personnes d'âge supérieur à 60 ans est de 22,1 % la même année, alors qu'il est de 31,6 % au niveau départemental.
En 2018, la commune comptait 366 hommes pour 368 femmes, soit un taux de 50,14 % de femmes, légèrement inférieur au taux départemental (51,45 %).
Les pyramides des âges de la commune et du département s'établissent comme suit.
| Hommes | Classe d’âge | Femmes |
| ------ | ------------ | ------ |
| 1,1    | 90 ou +      | 1,6    |
| 5,2    | 75-89 ans    | 7,1    |
| 12,6   | 60-74 ans    | 16,6   |
| 21,8   | 45-59 ans    | 18,5   |
| 20,9   | 30-44 ans    | 20,8   |
| 16,1   | 15-29 ans    | 14,1   |
| 22,3   | 0-14 ans     | 21,3   |

| Hommes | Classe d’âge | Femmes |
| ------ | ------------ | ------ |
| 1,1    | 90 ou +      | 2,6    |
| 9,2    | 75-89 ans    | 11,9   |
| 19,7   | 60-74 ans    | 20,4   |
| 20,7   | 45-59 ans    | 20     |
| 16,5   | 30-44 ans    | 16,2   |
| 15,2   | 15-29 ans    | 13,2   |
| 17,6   | 0-14 ans     | 15,7   |

## Économie

### Secteurs d'activité
Le tableau ci-dessous détaille le nombre d'entreprises implantées à Avaray selon leur secteur d'activité et le nombre de leurs salariés :
|                                                              | total | % com (% dep) | 0 salarié | 1 à 9 salarié(s) | 10 à 19 salariés | 20 à 49 salariés | 50 salariés ou plus |
| ------------------------------------------------------------ | ----- | ------------- | --------- | ---------------- | ---------------- | ---------------- | ------------------- |
| Ensemble                                                     | 44    | 100,0 (100)   | 32        | 11               | 1                | 0                | 0                   |
| Agriculture, sylviculture et pêche                           | 7     | 15,9 (11,8)   | 6         | 1                | 0                | 0                | 0                   |
| Industrie                                                    | 0     | 0,0 (6,5)     | 0         | 0                | 0                | 0                | 0                   |
| Construction                                                 | 4     | 9,1 (10,3)    | 2         | 2                | 0                | 0                | 0                   |
| Commerce, transports, services divers                        | 29    | 65,9 (57,9)   | 23        | 5                | 1                | 0                | 0                   |
| dont commerce et réparation automobile                       | 4     | 9,1 (17,5)    | 3         | 1                | 0                | 0                | 0                   |
| Administration publique, enseignement, santé, action sociale | 4     | 9,1 (13,5)    | 1         | 3                | 0                | 0                | 0                   |
| Champ : ensemble des activités.                              |       |               |           |                  |                  |                  |                     |

Le secteur du commerce, transports et services divers est prépondérant dans la commune (29 entreprises sur 44) néanmoins le secteur agricole reste important puisqu'en proportions (15,9) %, il est plus important qu'au niveau départemental (11,8 %).
Sur les 44 entreprises implantées à Avaray en 2016, 32 ne font appel à aucun salarié, 11 comptent 1 à 9 salariés et 1 emploie entre 10 et 19 personnes

### Agriculture
En 2010, l'orientation technico-économique de l'agriculture dans la commune est la culture de céréales et d'oléoprotéagineux (COP). Le département a perdu près d'un quart de ses exploitations en 10 ans, entre 2000 et 2010 (c'est le département de la région Centre-Val de Loire qui en compte le moins). Cette tendance se retrouve également au niveau de la commune où le nombre d'exploitations est passé de 16 en 1988 à 9 en 2000 puis à 7 en 2010. Parallèlement, la taille de ces exploitations augmente, passant de 65 ha en 1988 à 105 ha en 2010. 
Le tableau ci-dessous présente les principales caractéristiques des exploitations agricoles d'Avaray, observées sur une période de 22 ans : 
|                                      | 1988                 | 2000                 | 2010                 |
| Dimension économique                 | Dimension économique | Dimension économique | Dimension économique |
| ------------------------------------ | -------------------- | -------------------- | -------------------- |
| Nombre d'exploitations (u)           | 16                   | 9                    | 7                    |
| Travail (UTA)                        | 30                   | 12                   | 8                    |
| Surface agricole utilisée (ha)       | 1 045                | 1 045                | 734                  |
| Cultures                             |                      |                      |                      |
| Terres labourables (ha)              | 1 004                | 1 045                | 715                  |
| Céréales (ha)                        | 721                  | 699                  | 436                  |
| dont blé tendre (ha)                 | 352                  | 407                  | 145                  |
| dont maïs-grain et maïs-semence (ha) | 140                  | 99                   | 51                   |
| Tournesol (ha)                       | 100                  | s                    | s                    |
| Colza et navette (ha)                | 64                   | 146                  | 94                   |
| Élevage                              |                      |                      |                      |
| Cheptel (UGBTA)                      | 203                  | 0                    | 26                   |

#### Produits labellisés
Le territoire de la commune est intégré aux aires de productions de divers produits bénéficiant d'une indication géographique protégée (IGP) : le vin Val-de-loire et les volailles de l’Orléanais,.

## Culture locale et patrimoine

### Patrimoine mondial de l'Unesco
Le 30 novembre 2000, le Val de Loire, dans son cours moyen de Sully-sur-Loire (Loiret) à Chalonnes-sur-Loire (Maine-et-Loire), est inscrit sur la liste du patrimoine mondial de l'UNESCO comme « paysage culturel ». Cette inscription reconnaît au site une « valeur universelle exceptionnelle » fondée sur la densité de son patrimoine monumental, architectural et urbain, l'intérêt du paysage fluvial et la qualité exceptionnelle d'expressions paysagères héritées de la Renaissance et du Siècle des Lumières. Toute altération de la V.U.E. est considérée comme une perte pour la mémoire de l'Humanité. Avaray fait partie des vingt-six communes de Loir-et-Cher dont le territoire est dans le périmètre inscrit,.
Un plan de gestion pour le Val de Loire patrimoine mondial couvrant les quatre départements concernés par le périmètre inscrit a été adopté le 15 novembre 2012 par le préfet de la région Centre, coordonnateur du site. L'État et les collectivités territoriales, dont les communes, au titre de leurs compétences en matière de patrimoine et d'urbanisme, ou encore de leurs politiques socioéconomiques et d'aménagement du territoire, s'engagent à mettre en place les moyens d'identification, de protection, de conservation et de mise en valeur de ce paysage culturel vivant.

### Lieux et monuments

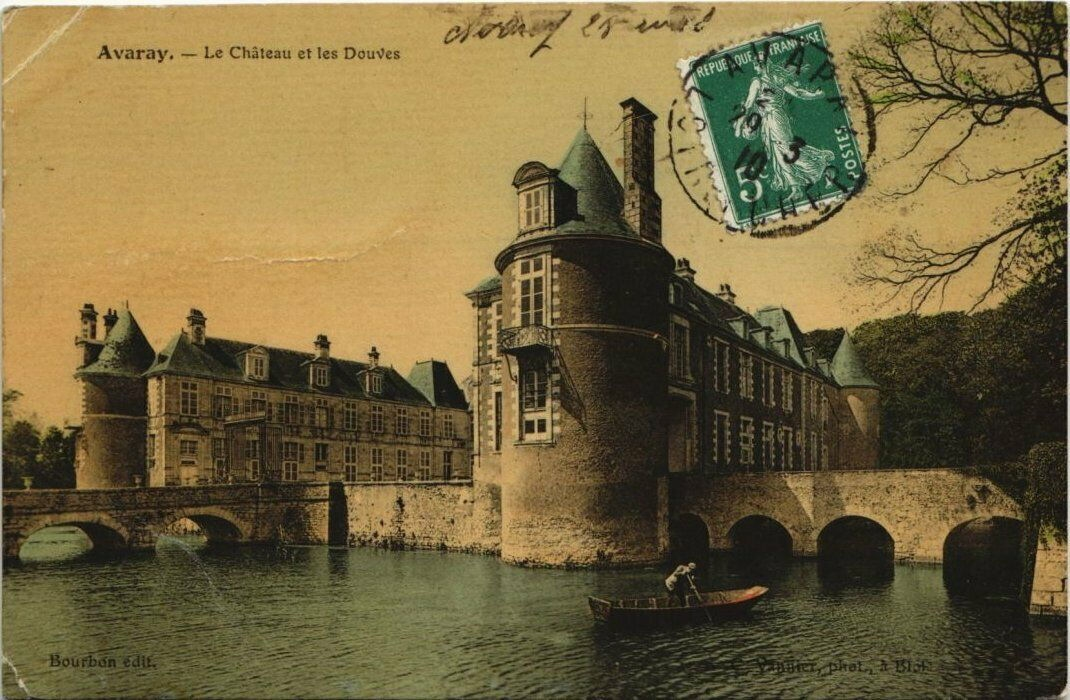
Carte postale du château vers 1910.
(photo G. Vannier)

- Château d'Avaray, entouré de douves, présentant trois ailes ouvertes sur le sud, transformé ensuite. C'est un des rares châteaux Louis XIII conservés en Val de Loire. Propriété privée, il ne se visite pas.
- Église Notre-Dame[90].
- Quatre lavoirs[91].
- Centrale nucléaire de Saint-Laurent-des-Eaux, en limite de commune avec Saint-Laurent-Nouan.

### Héraldique
|  | Les armoiries d'Avaray se blasonnent ainsi : D'azur à la fasce d'or chargée de deux cailles de gueules et accompagnée en pointe d'une coquille aussi d'or ; à l'écusson du même chargé de trois maillets de gueules brochant sur le tout. |

## Personnalités liées à la commune
- Famille de Béziade, marquis puis ducs d'Avaray.